# (32966) 1996 PE5
(32966) 1996 PE5 est un astéroïde de la ceinture principale d'astéroïdes découvert en 1996.

## Description
(32966) 1996 PE5 a été découvert le 15 août 1996 à l'observatoire Palomar, situé au nord de San Diego en Californie, par George R. Viscome.

### Caractéristiques orbitales
L'orbite de cet astéroïde est caractérisée par un demi-grand axe de 2,45 ua, un périhélie de 2,06 ua, une excentricité de 0,16 et une inclinaison de 6,63° par rapport à l'écliptique. Du fait de ces caractéristiques, à savoir un demi-grand axe compris entre 2 et 3,2 ua et un périhélie supérieur à 1,666 ua, il est classé, selon la JPL Small-Body Database, comme objet de la ceinture principale d'astéroïdes.

### Caractéristiques physiques
(32966) 1996 PE5 a une magnitude absolue (H) de 15,4 et un albédo estimé à 0,052.